# III (Banks)
III è il terzo album in studio della cantante statunitense Banks, pubblicato nel 2019.

## Tracce
1. Till Now – 2:36
2. Gimme – 3:39
3. Contaminated – 4:41
4. Stroke – 3:26
5. Godless – 3:10
6. Sawzall – 3:39
7. Look What You're Doing to Me (featuring Francis and the Lights) – 4:00
8. Hawaiian Mazes – 4:03
9. Alaska – 3:07
10. Propaganda – 4:05
11. The Fall – 2:56
12. If We Were Made of Water – 3:24
13. What About Love – 4:18